# Dinochloa oblonga
Dinochloa oblonga är en gräsart som beskrevs av Soejatmi Dransfield. Dinochloa oblonga ingår i släktet Dinochloa och familjen gräs. Inga underarter finns listade i Catalogue of Life.